# Åkersholmen, Lovisa
Åkersholmen är en ö i Finland. Den ligger i Finska viken och i kommunen Lovisa i den ekonomiska regionen  Lovisa i landskapet Nyland, i den södra delen av landet. Ön ligger omkring 69 kilometer öster om Helsingfors.
Öns area är 6,6 hektar och dess största längd är 370 meter i nord-sydlig riktning. Ön höjer sig omkring 30 meter över havsytan.